# Kravaře (district de Česká Lípa)
Pour les articles homonymes, voir Kravaře.
Kravaře (en allemand : Graber) est une commune du district de Česká Lípa, dans la région de Liberec, en République tchèque. Sa population s'élevait à 789 habitants en 2021.

## Géographie
Kravaře se trouve à 12 km au sud-ouest de Česká Lípa, à 49 km à l'ouest-sud-ouest de Liberec et à 63 km au nord de Prague.
La commune est limitée par Žandov au nord, par Stvolínky à l'est, par Blíževedly au sud et par Úštěk à l'ouest.

## Histoire
La première mention écrite de la localité date de 1175.

## Administration
La commune se compose de trois quartiers :
- Janovice (comprend le hameau de Veliká)
- Kravaře (comprend les hameaux de Sezímky et Víska)
- Rané

## Galerie

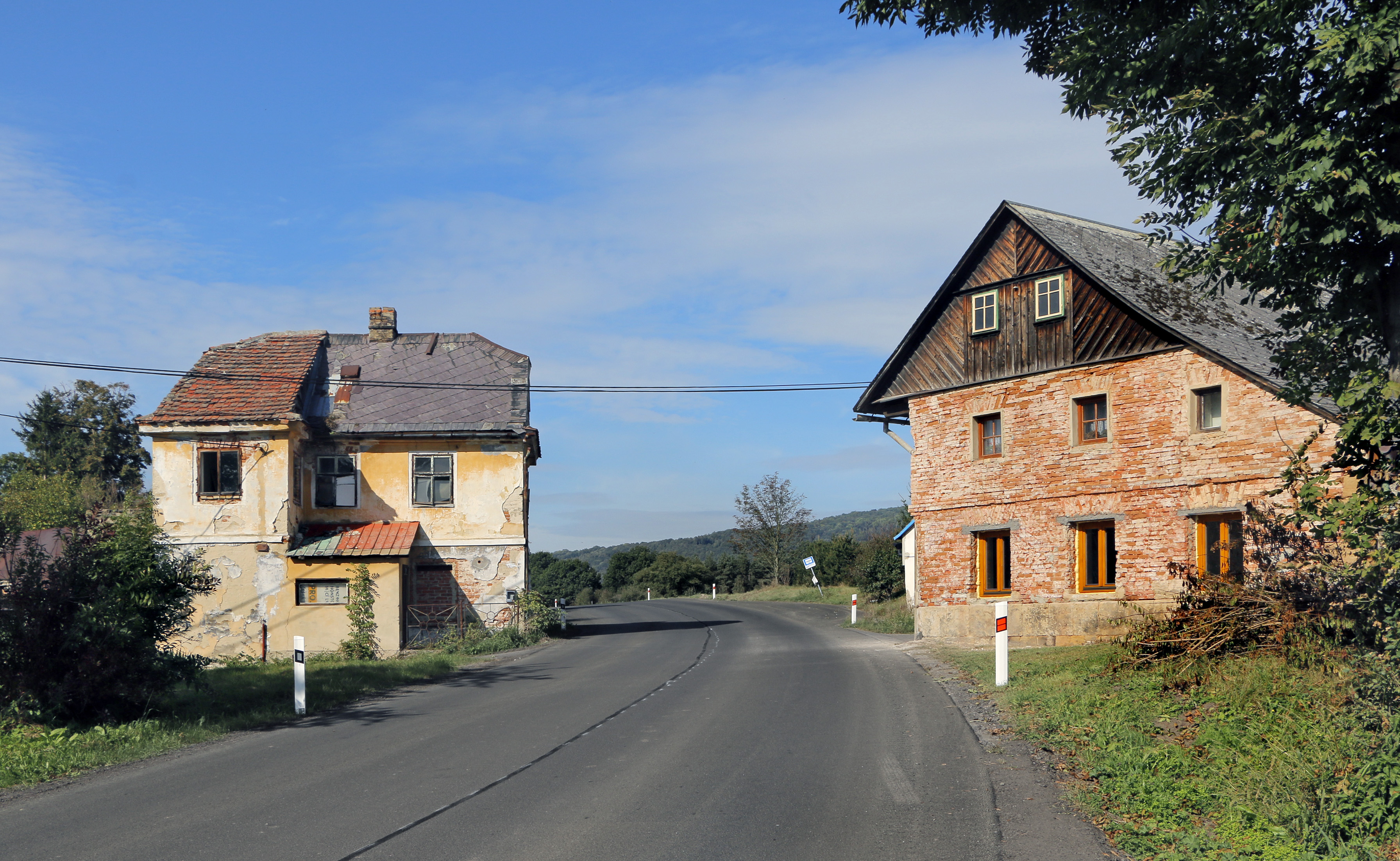
Hameau de Sezímky.
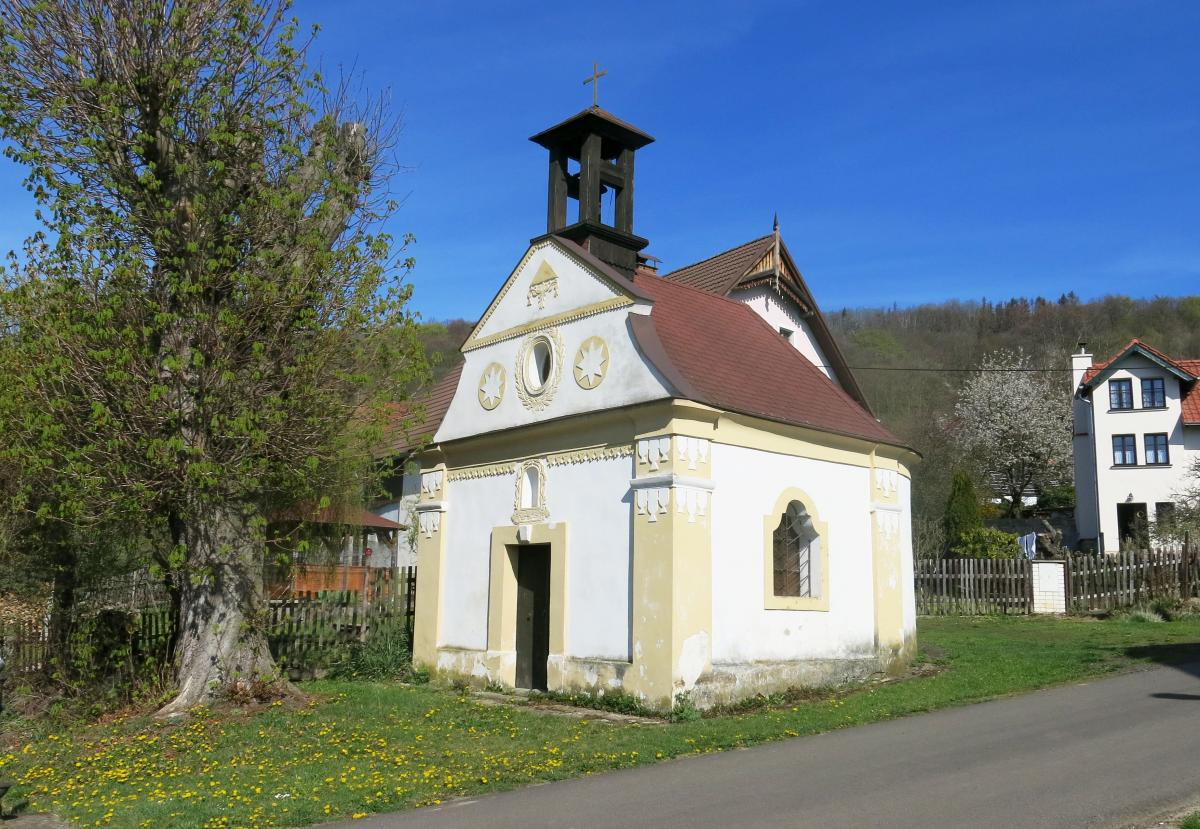
Chapelle à Rané.

## Transports
Par la route, Kravaře se trouve à 16 km de Česká Lípa, à 65 km de Liberec et à 84 km de Prague.